# Eduard Michan
Eduard Wiktarawitsch Michan (belarussisch Эдуард Віктаравіч Міхан, engl. Transkription Eduard Mikhan; * 7. Juni 1989 in Luninez, BSSR, Sowjetunion) ist ein belarussischer Zehnkämpfer.

## Sportliche Laufbahn
Erste internationale Erfahrungen sammelte Eduard Michan im Jahr 2007, als er bei den Junioreneuropameisterschaften in Hengelo mit 7345 Punkten den siebten Platz belegte. Im Jahr darauf gewann er dann bei den Juniorenweltmeisterschaften in Bydgoszcz mit 7894 Punkten die Silbermedaille und 2009 erreichte er bei den U23-Europameisterschaften in Kaunas mit 7785 Punkten Rang vier. Bei den Europameisterschaften 2010 in Barcelona wurde er mit 7999 Punkten Achter. Im Jahr darauf belegte er bei den Halleneuropameisterschaften in Paris mit 5844 Punkten Rang elf und gewann im Anschluss bei den U23-Europameisterschaften in Ostrava mit neuer Bestleistung von 8152 Punkten die Silbermedaille hinter dem Belgier Thomas Van Der Plaetsen. 2012 schaffte er die Qualifikation für die Olympischen Spiele in London, bei denen er mit 7928 Punkten auf Rang 17 gelangte.
Bei den Leichtathletik-Weltmeisterschaften 2013 in Moskau klassierte er sich mit 7968 Punkten auf dem 18. Platz und im Jahr darauf konnte er seinen Wettkampf bei den Europameisterschaften in Zürich nicht beenden. 2015 verletzte er sich beim Hypo-Meeting in Götzis schwer und konnte bis 2018 keine Wettkämpfe bestreiten. 
2018 wurde Michan belarussischer Meister im Zehnkampf sowie 2010 und 2013 Hallenmeister im Siebenkampf.

## Persönliche Bestleistungen
- Zehnkampf: 8152 Punkte, 15. Juli 2011 in Ostrava
  - Siebenkampf (Halle): 6145 Punkte, 24. Januar 2013 in Homel